# 希諾湖
希諾湖是愛沙尼亞的湖泊，由沃魯縣負責管轄，長2.92公里、寬1.18公里，面積1.99平方公里，海拔高度180米，平均水深3.1米，最大水深10.4米，湖岸是多種鳥類的棲息地。
57°34′45″N 27°13′0″E / 57.57917°N 27.21667°E